# カサ・ロサダ
カサ・ロサダ（西: La Casa Rosada）は、アルゼンチン大統領官邸。スペイン語で、「ピンク色の館」（通称:ピンクハウス）という意味である。

## 概要
ブエノスアイレス中心部の五月広場に面した3階建て一部4階の建物で、1873年に着工し、1878年に竣工なった、カルロス・キールベルグ（Carlos Kihlberg）設計のコレオス宮殿（Palacio de Correos）を改築増築させたのがカサ・ロサダで、1894年に竣工。イタリア人建築家のフランチェスコ・タムブリーニ（Francesco Tamburini）設計である。その後、アルゼンチン大統領の官邸として使用されることとなる。1938年には大規模改築工事が行われている。
1957年5月27日、別棟のカサ・ロサダ歴史博物館が竣工する。
1996年、当時のカルロス・メネム大統領の許可の元、カサ・ロサダでアメリカ映画『エビータ』のロケが行われ、主役でエバ・ペロン役のマドンナが同官邸のバルコニーから『アルゼンチンよ、泣かないで』を歌うシーンが撮影された。
色がピンクなのはエデラーレス(赤の党)とウニタリオス(白の党)で国内が内戦状態だったのを大統領ドミンゴ・ファウスティーノ・サルミエントが1873年に統合、官邸を両党の色を混ぜたピンクにした。

## ギャラリー

### 内装
- 大統領の部屋
- ステンドグラスギャラリー
- 胸像ホール
- パームツリーテラス
- 北ホール
- 南ホール
- 大統領用エレベーター
- カサ・ロサダの内装の一例
- 名誉の階段『イタリア』

### 外観
- 外観
- 柱廊式玄関
- 大統領のバルコニー
- 北ウィングからの眺め
- 1888年
- 1876年